# Apristurus melanoasper
Apristurus melanoasper és un peix de la família dels esciliorrínids i de l'ordre dels carcariniformes.

## Morfologia
- Els mascles poden arribar als 76,1 cm de longitud total i les femelles als 73,2.
- Color uniformement negre, tot i que lleugerament marronós en els exemplars més grans.[2]

## Hàbitat
Viu entre els 512 i els 1.520 m de fondària.

## Distribució geogràfica
Es troba a les costes occidentals de l'Atlàntic nord (Estats Units) i de França, Irlanda i de les Illes Britàniques.